# Haltere la Jocurile Olimpice de vară din 2016 - masculin 77 kg
Proba de haltere categoria 77 de kg masculin de la Jocurile Olimpice de vară din 2016 de la Rio de Janeiro a avut loc la data de 10 august, la Pavilionul 2 al Riocentro.

## Recorduri
Înaintea acestei competiții, recordurile mondiale și olimpice erau următoarele.
| Recorduri mondiale | Smuls   | Lü Xiaojun (CHN)         | 176 kg | Wrocław, Polonia       | 24 octombrie 2013  |
| Recorduri mondiale | Aruncat | Oleg Perepetchenov (RUS) | 210 kg | Trenčín, Slovacia      | 27 aprilie 2001    |
| Recorduri mondiale | Total   | Lü Xiaojun (CHN)         | 380 kg | Wrocław, Polonia       | 24 octombrie 2013  |
| Recorduri olimpice | Smuls   | Lü Xiaojun (CHN)         | 175 kg | Londra, Marea Britanie | 1 august 2012      |
| Recorduri olimpice | Aruncat | Zhan Xugang (CHN)        | 207 kg | Sydney, Australia      | 22 septembrie 2000 |
| Recorduri olimpice | Total   | Lü Xiaojun (CHN)         | 379 kg | Londra, Marea Britanie | 1 august 2012      |

## Rezultate
| Loc | Atlet                         | Grupa | Greutatea corpului | Smuls (kg) | Smuls (kg) | Smuls (kg) | Smuls (kg) | Aruncat (kg) | Aruncat (kg) | Aruncat (kg) | Aruncat (kg) | Total |
| Loc | Atlet                         | Grupa | Greutatea corpului | 1          | 2          | 3          | Rezultat   | 1            | 2            | 3            | Rezultat     | Total |
| --- | ----------------------------- | ----- | ------------------ | ---------- | ---------- | ---------- | ---------- | ------------ | ------------ | ------------ | ------------ | ----- |
| 1   |                               |       |                    |            |            |            |            |              |              |              |              |       |
| 2   | Lü Xiaojun (CHN)              | A     | 76.83              | 170        | 175        | 177        | 177        | 197          | 197          | 202          | 202          | 379   |
| 3   | Mohamed Mahmoud (EGY)         | A     | 76.69              | 160        | 165        | 168        | 165        | 196          | 196          | 203          | 196          | 361   |
| 4   | Chatuphum Chinnawong (THA)    | A     | 76.52              | 160        | 165        | 165        | 165        | 191          | 191          | 191          | 191          | 356   |
| 5   | Alexandru Șpac (MDA)          | A     | 76.52              | 150        | 155        | 158        | 155        | 185          | 190          | 192          | 192          | 347   |
| 6   | Andres Mauricio Caicedo (COL) | B     | 76.26              | 150        | 150        | 155        | 155        | 191          | 197          | 197          | 191          | 346   |
| 7   | Andrés Mata (ESP)             | B     | 76.32              | 145        | 150        | 153        | 153        | 185          | 190          | 190          | 190          | 343   |
| 8   | Choe Jon-wi (PRK)             | A     | 76.54              | 153        | 157        | 158        | 153        | 184          | 190          | 194          | 190          | 343   |
| 9   | Ibrahim Abdelbaki (EGY)       | A     | 76.90              | 147        | 152        | 152        | 152        | 186          | 186          | 192          | 186          | 338   |
| 10  | Nico Müller (GER)             | B     | 76.70              | 145        | 159        | 151        | 151        | 177          | 181          | 185          | 181          | 332   |
| 11  | Sathish Sivalingam (IND)      | B     | 76.96              | 143        | 148        | 153        | 148        | 176          | 181          | 186          | 181          | 329   |
| 12  | Deni (INA)                    | B     | 69.38              | 140        | 146        | 149        | 146        | 172          | 177          | 181          | 177          | 323   |
| –   | Andranik Karapetyan (ARM)     | A     | 76.75              | 170        | 174        | 176        | 174        | 195          | 195          | –            | DNF          | DNF   |
| –   | Dumitru Captari (ROU)         | B     | 76.68              | 145        | 150        | 150        | 145        | –            | –            | –            | DNF          | DNF   |
| –   | Nijat Rahimov (KAZ)           | A     | 76.19              | 160        | 165        | 168        | 165        | 202          | 214          | –            | 214          | DS    |